# Chaetothyrium permixtum
Chaetothyrium permixtum är en svampart som beskrevs av Syd. 1926. Chaetothyrium permixtum ingår i släktet Chaetothyrium och familjen Chaetothyriaceae.   Inga underarter finns listade i Catalogue of Life.